# Globotriozilkeramid b-1,6-N-acetilgalaktozaminil-transferaza
Globotriozilkeramid b-1,6--acetilgalaktozaminil-transferaza (EC 2.4.1.154, globozid N-acetilgalaktozaminiltransferaza, uridin difosfoacetilgalaktozamin-glikosfingolipid acetilgalaktozaminiltransferaza, glikosfingolipid beta-N-acetilgalaktozaminiltransferaza, GalNAc transferaza) je enzim sa sistematskim imenom UDP-N-acetil--galaktozamin-globotriosilkeramid beta-1,6-N-acetilgalaktozaminiltransferaza. Ovaj enzim katalizuje sledeću hemijsku reakciju
UDP--acetil--galaktozamin + globotriozilkeramid {\displaystyle \rightleftharpoons } UDP + globotetraozilkeramid
Ovaj enzim je visoko specifičan za akceptor. On ne deluje na globotetraozilkeramid ili laktozilkeramid.

## Literatura
- Nicholas C. Price; Lewis Stevens (1999). Fundamentals of Enzymology: The Cell and Molecular Biology of Catalytic Proteins (Third изд.). USA: Oxford University Press. ISBN 019850229X.
- Eric J. Toone (2006). Advances in Enzymology and Related Areas of Molecular Biology, Protein Evolution (Volume 75 изд.). Wiley-Interscience. ISBN 0471205036.
- Branden C; Tooze J. Introduction to Protein Structure. New York, NY: Garland Publishing. ISBN 0-8153-2305-0.
- Irwin H. Segel. Enzyme Kinetics: Behavior and Analysis of Rapid Equilibrium and Steady-State Enzyme Systems (Book 44 изд.). Wiley Classics Library. ISBN 0471303097.

## Spoljašnje veze
- Globotriosylceramide+beta-1,6-N-acetylgalactosaminyl-transferase на 